# Opatrum riparium
Opatrum riparium – gatunek chrząszcza z rodziny czarnuchowatych (Tenebrionidae).

## Opis
Ciało imago długie na 7-9 mm, sklepione. Ubarwienie szarobrązowe. Głowa szeroka, o trójkątnie wciętym nadustku i głęboko wciętych oczach, znacznie węższa od przedplecza. Czułki krótkie, czarne. Przedplecze nieregularnie punktowane z widocznymi czarnymi wzgórkami tworzącymi wzór; boki łukowato zaokrąglone, natomiast podstawa nie przylega ściśle do pokryw. Wzdłuż dołków pokryw ciągnie się kilka rzędów czarnych bruzd. Pokrywy gęsto punktowane. Odnóża czarne z ciemno czerwonymi stopami; przednia para o ząbkowanych i rozszerzonych ku końcowi goleniach, przystosowana do grzebania w ziemi.
Bardzo podobny jest blisko spokrewniony omrzel piaskowy (Opatrum sabulosum), u którego brak wzgórków na przedpleczu. Samo przedplecze punktowane jest regularnie. Ponadto, omrzel piaskowy preferuje tereny o suchej i luźnej glebie, gdy O. riparium obecny jest na glebach wilgotnych i zwartych.

## Biologia
Zamieszkują wilgotne tereny piaszczyste. Spotykany wśród niskiej roślinności i pod kamieniami, na przykład na brzegach rzek czy torfowiskach. Dwa pokolenia w sezonie. Imagines pojawiają się wiosną, tuż po przezimowaniu w komorach poczwarkowych w glebie. Chrząszcz roślinożerny, żywi się kiełkami różnych gatunków roślin oraz świeżą korą. Larwy żyją w ziemi, żerując na rozkładających się szczątkach roślinnych. Do przeobrażenia drugiej generacji dochodzi w drugiej połowie sierpnia lub we wrześniu. Zimuje wyłącznie imago.

## Występowanie
Gatunek palearktyczny. Obecny w Europie Środkowej i południowej części Europy Północnej. Na południu kontynentu dociera do Bałkanów i najprawdopodobniej do centrum Półwyspu Apenińskiego. W Azji odnaleziony w zachodniej Syberii.
W Polsce notowany z nielicznych stanowisk rozproszonych w różnych częściach kraju. W przeciwieństwie do O. sabulosum obserwowany rzadko i lokalnie.